# Phacelia racemosa
Phacelia racemosa är en strävbladig växtart som först beskrevs av Albert Kellogg, och fick sitt nu gällande namn av Brandeg. Phacelia racemosa ingår i Faceliasläktet som ingår i familjen strävbladiga växter. Inga underarter finns listade i Catalogue of Life.